# Ahmed Januzi
Ahmed Januzi est un footballeur albanais, né le 8 juillet 1988 à Vučitrn au Kosovo. Il évolue au poste d'attaquant.

## Palmarès
- Vorskla Poltava
  - Vainqueur de la Coupe d'Ukraine en 2009.